# Тяжинський
Тяжи́нський (рос. Тяжинский) — селище міського типу, адміністративний центр Тяжинського округу Кемеровської області, Росія.

## Населення
Населення — 11120 осіб (2010; 14065 у 2002).